# TJ Doheny
Terence John „TJ“ Doheny (* 2. November 1986 in Port Laoise, Irland) ist ein irisch-australischer Profiboxer im Superbantamgewicht und ehemaliger Weltmeister der IBF im Superbantamgewicht. Er ist Rechtsausleger.

## Amateurkarriere
TJ Doheny wurde 2003 irischer Juniorenmeister im Fliegengewicht. Bei den Erwachsenen gewann er bei nationalen Meisterschaften 2005 und 2007 Bronze sowie 2006 und 2008 Silber.

## Profikarriere
Doheny bestritt sein Profidebüt im April 2012. Im August 2013 gewann er den PABA-Titel im Superbantamgewicht, den er sechs Mal verteidigen konnte. Am 16. August 2018 besiegte er Ryōsuke Iwasa beim Kampf um den IBF-Weltmeistertitel im Superbantamgewicht und konnte den Gürtel im Januar 2019 gegen Ryohei Takahashi verteidigen.
Am 26. April 2019 bestritt er einen Titel-Vereinigungskampf gegen den WBA-Weltmeister Daniel Roman und verlor dabei knapp nach Punkten. Am 6. August 2021 verlor er beim Kampf um den Interimsweltmeistertitel der WBA gegen Michael Conlan.